# CNH Global
CNH Global NV je holdinško podjetje, ki je bilo ustanovljeno 12. novembra 1999, ko sta se združila Case in New Holland. Kasneje, leta 2013, se je CNH Global N.V. in Fiat Industrial S.p.A. združil v CNH Industrial N.V.

## Blagovne znamke CNH

### Kmetijski stroji
- Case IH
- New Holland Agriculture
- Steyr Tractor

### Proizvajalci gradbenih strojev
- New Holland Construction
- Case CE